# Hansel and Gretel
Hansel and Gretel é um curta-metragem feito para a TV dirigido por Tim Burton. Foi ao ar uma única vez, em 31 de outubro de 1983 às 22h30, pelo Disney Channel norte-americano. Só foi exibido novamente, na exposição de Tim Burton no Museu de Arte Moderna em Nova York. A história é o clássico conto de João e Maria, dos Irmãos Grimm. Filmado em 16mm, com um orçamento de 116 mil dólares, o filme contou com participação de atores japoneses e do icônico Vincent Price. Afirma-se que o filme possui duração de 45min, porém, segundo alguns fãs, ele possui entre 15 a 30 minutos. O filme é uma verdadeira lenda urbana de Hollywood.

## Elenco
- Madrasta/Bruxa Má — Michael Yama
- Hansel (João) — Andy Lee
- Gretel (Maria) — Alison Hong
- Pai — Jim Ishida
- Dan (voz) — David Koenigsberg
- Apresentação  — Vincent Price